# Natacha Rahaingomalala
Natacha Parfait Rahaingomalala (ur. 1992) – madagaskarska zapaśniczka walcząca w stylu wolnym. Srebrna medalistka igrzysk Wysp Oceanu Indyjskiego w 2023. Mistrzyni Afryki juniorów w 2012 roku.